# Fausto Catani
Fausto Catani (Roma, 23 giugno 1909 – Roma, 18 maggio 1978) è stato un educatore italiano.

## Esperienza scout
Entrò nel gruppo scout Roma 2 nel 1922, quando era ancora forte la presenza di Mario di Carpegna, il primo capo scout dell'Associazione Scouts Cattolici Italiani (ASCI).
Nel 1925, ad appena 16 anni grazie alla sua conoscenza delle lingue, fece da guida ed interprete agli scout giunti a Roma all'interno del Pellegrinaggio Internazionale per l'Anno Santo. Da questa esperienza maturò il suo interesse per la realtà internazionale dello scautismo, che lo portò negli anni a conoscere le esperienze straniere ed a partecipare attivamente alle conferenze internazionali ed ai raduni mondiali.
Quando non era nemmeno ventenne, nel 1928, intervenne lo scioglimento coatto dell'ASCI da parte del regime fascista, e Catani continuò a riunirsi clandestinamente con altri scout. All'interno del dibattito sorto in quegli anni sull'identità da dare allo scautismo clandestino, Catani si schierò assieme a padre Adriano Ruggi d'Aragona sulla scarsa opportunità e possibilità di far assumere una "deriva scout" all'Opera Nazionale Balilla, spingendo quindi per un'intensificazione delle attività segrete.
Nel 1929 fu mandato al Jamboree di Arrowe Park, dove consegnò al Bureau Internazionale del Movimento Scout (che in seguito cambiò nome in Organizzazione Mondiale del Movimento Scout) una lettera in cui Mario Mazza spiegava il suo progetto di inserimento nel sistema educativo del regime fascista. Da quel momento, e fino al 1935, Catani gestì i rapporti internazionali dell'ASCI clandestina, assumendo anche il ruolo di responsabile della Branca Lupetti, diventandone un dirigente molto noto all'estero.
Sempre in questi anni si dedicò allo studio ed alla ricerca delle basi fondanti dello scautismo, leggendo e traducendo in italiano alcuni scritti di Robert Baden-Powell (Manuale dei lupetti, Scautismo per ragazzi, La strada verso il successo), le storie di Mowgli contenute nel "Libro della Giungla" di Rudyard Kipling, nonché la biografia del fondatore, scritta da Robert Bastin (Lord Baden-Powell of Gilwell cittadino del mondo).

## La rinascita dell'ASCI
Gli anni della seconda guerra mondiale portarono inevitabilmente ad un'interruzione forzata anche delle risidue attività clandestine. Fra il 1943 ed il 1945 (quando l'ASCI venne ufficialmente ricostituita) Catani si adoperò per la ripresa di alcune attività. Venne nuovamente nominato responsabile della Branca Lupetti, affiancando nella ricostruzione del metodo Salvatore Salvatori (Branca Esploratori), anch'egli romano, e Osvaldo Monass (Branca Rover), che era stato suo capo squadriglia ai tempi del Roma 2.
Le esperienze di lupettismo precedenti allo scioglimento erano estremamente limitate, e Catani si rendeva conto che vi era bisogno di una profonda riflessione metodologica. Con la rinascita dello scautismo erano infatti tornati ad operare i cosiddetti “Riparti Misti”, ossia che comprendevano in un'unica unità tanto i lupetti quanto gli esploratori ed rover. Portò avanti assieme a Monass e Salvatori la prima riforma, ossia la creazione del concetto di Gruppo Scout, formato da Capi che assumevano la direzione di unità distinte, il Branco, il Riparto ed il Clan.
Uomo carismatico ed autorevole, divenne un punto di riferimento per tutta l'associazione, non solo per quanto riguardava il lupettismo, ma anche nella definizione dello scautismo italiano. Le sue conoscenze internazionali e la profonda riflessione sul pensiero di Baden-Powell lo resero uno dei volti più noti per l'intero Bureau mondiale.

## Il primo "Akela d'Italia"
All'ossatura definita da Baden-Powell, Catani iniziò ad aggiungere alcune esperienze del lupettismo cattolico francese e belga, ma introducendo anche alcuni caratteri originali che dimostrarono la sua profonda conoscenza della psicologia infantile.
Innanzitutto l'individuazione della Giungla di Kipling non solo come una storia, anche importante e pedagogica, da raccontare ai bambini, ma come un ambiente fantastico, ossia una rappresentazione sotto forma di gioco della realtà circostante. Da ciò deriva che la Giungla è un'atmosfera permanente, caratterizzata da un linguaggio (ad esempio le "Parole maestre"), da uno stile educativo (rifiuto del paternalismo, proposizione di una morale indiretta nei racconti), da un clima di "famiglia felice" (non necessariamente spensierata o perennemente allegra). Catani inoltre portò avanti la riflessione sull'equilibrio tra gioco, giungla e tecnica scout, ossia le componenti del lupettismo, e definì la spiritualità della branca, basata sulla figura di san Francesco e sul ruolo di Baloo (l'assistente ecclesiastico nei gruppi). Inoltre si dedicò all'enucleazione degli elementi di continuità e di discontinuità del metodo pedagogico scout, sostenendo la centralità del Gruppo rispetto alla vita delle unità, e l'uguale importanza di tutte e tre le Branche
Da tutti questi elementi nacque la tradizione del lupettismo italiano, definito con chiarezza negli scritti ed illustrato ai capi dell'associazione nei numerosi Campi Scuola per capi che Catani tenne nel corso degli anni.
Ma Catani si preoccupò anche di costruire "materialmente" la Branca, cogliendo l'occasione del pellegrinaggio per Rover Assisi-Roma nel 1948, per incontrare i primi Capi Branco italiani, divenendo da allora nel ricordo il "primo Akela d'Italia". Sotto la sua direzione nacque una stampa specializzata, sia per lupetti che per Capi Branco, nonché una struttura nazionale e regionale di sostegno alla diffusione del metodo (la Pattuglia Nazionale Lupetti fu la prima del genere all'interno dell'ASCI, che ne riprese l'impianto anche per le altre Branche o settori).

## Opere
- Fausto Catani, A caccia con Lupo Rosso Solitario, Modena, Teic, 1983.
- Fausto Catani, Racconti per lupetti, Roma, Edizioni Borla, 1991.

## Traduzioni
- Robert Baden-Powell, La strada verso il successo: libro per i giovani sullo sport della vita, Milano, Ancora, 1960.
- Robert Baden-Powell, Manuale dei Lupetti, Milano, Ancora, 1960.
- Robert Baden-Powell, Scautismo per ragazzi, Milano, Ancora, 1962.
- Rudyard Kipling, Le storie di Mowgli, Milano, Ancora, 1971.
- Robert Bastin, Il poverello d'Assisi, Roma, Fiordaliso, 1950.
- Robert Bastin, Lord Robert Baden-Powell of Gilwell: cittadino del mondo, Roma, Centro librario italiano, 1955.